# André Fauvel (Radsportler)
André Fauvel (* 4. Dezember 1921 in Pantin; † 18. September 1977) war ein französischer Radrennfahrer und nationaler Meister im Radsport.

## Sportliche Laufbahn
Fauvel war Straßenradsportler und im Querfeldeinrennen (heutige Bezeichnung Cyclosport) aktiv. 1948 gewann er die nationale Meisterschaft im Querfeldeinrennen der Amateure, in der er als Unabhängiger startete. Von 1948 bis 1952 war er Berufsfahrer im Radsportteam Rochet-Dunlop. Im Critérium international de cyclo-cross 1948, dem Vorläufer der Cyclocross-Weltmeisterschaften, kam er auf den 13. Platz. Auf der Straße gewann er 1953 das Eintagesrennen in Avranches. 1950 siegte er im Championnat d’Ile-de-France de cyclo-cross.